# Iglesia de San Pedro y San Pablo (Muchelney)
La Iglesia de San Pedro y San Pablo (en inglés: Church of St Peter and St Paul) es un edificio histórico propiedad del National Trust situada en la localidad de Muchelney, en el condado inglés de Somerset. Ha sido designado como un monumento clasificado de grado I. Tiene orígenes sajones, sin embargo, el edificio actual data en gran parte del siglo XV.

## Historia
La iglesia, que se encuentra junto al sitio de la abadía de Muchelney y cerca del río Parrett, tiene un techo decorado con pinturas jacobeas de ángeles con los senos desnudos, cuya desnudez simboliza la pureza inocente. Fueron pintados a principios del siglo XVII.
La iglesia también contiene un organillo construido por Gray y Davison e instalado alrededor de 1835 a 1840. Es el último que se sabe que todavía está en la iglesia donde se instaló por primera vez y todavía funciona.
La iglesia cuenta con una planta dividida en tres naves y un presbiterio con una capilla corta a cada lado.
Tiene una torre Somerset de tres pisos, que data de alrededor de 1468, sostenida por pares de contrafuertes de esquina de altura completa. La torreta de escalera octogonal sureste conduce a una puerta exterior.
La parroquia es parte del beneficio del Ministerio del Equipo del Área de Langport dentro del decanato de Ilchester.